# The Drawn Together Movie: The Movie!
The Drawn Together Movie: The Movie! (também conhecido como A Casa Animada: O Filme no Brasil) é uma animação de comédia cinematográfica produzida diretamente para a televisão americana escrita e produzida pelos escritores e produtores executivos originais Dave Jeser e Matt Silverstein e dirigido por Greg Franklin. É o primeiro filme da série A Casa Animada lançado desde o cancelamento do show na TV, e o próprio filme se trata disso.
O elenco original voltou a dublar os personagens originais de Drawn Together. O filme apresenta o ator convidado Seth MacFarlane como "I.S.R.A.E.L." (Intelligent Smart Robot Animation Eraser Lady) ou (Inteligente Sensata Robô Animada Exterminadora Linda "mais adaptada para o português"), e Vernon Wells como o Cabeça de Rede. O filme foi produzido pela Six Point Harness, completamente feito em animação em Flash usando a Toon Boom e Adobe Flash Professional.

## Enredo
Em Bedrock, uma bêbada grávida avisa Toot que alguém vai vir vê-la. A visitante na verdade era sua antiga companheira da casa, a Chica Ximbica (Foxxy Love), que tenta lhe dizer que as suas vidas estão em perigo. E então, os relâmpagos levam elas de volta para seis meses antes. Chica descobre que ela pode se apresentar sem ser censurada. Quando ela descobre a sala de controle do programa, ela percebe que o programa de TV Drawn Together foi cancelado. Os colegas da casa verificam suas listas de programação e descobrem que seu horário tinha sido tomado por um programa de TV chamado "The Suck My Taint Show". Chica liga para o canal para descobrir por que eles foram cancelados. O Cabeça de Rede (Network Head), ao ouvir Chica, descobre que os companheiros da casa ainda estão vivos e convoca a I.S.R.A.E.L. (Intelligent Smart Robot Animation Eraser Lady), uma robô projetada especificamente para apagar personagens de desenhos animados. O Produtor Judeu (Jew Producer) avisa os companheiros da casa antes que I.S.R.A.E.L. apareça, mas ele consegue escapar a tempo dentro da van de Chica.
Depois que eles escapam de I.S.R.A.E.L., Chica insiste no caminho para que eles possam sobreviver e fazer com que seu programa de TV volte ao ar, e sugere que eles procurem a ajuda da Suck My Taint Girl. A Princesa Clara (Princess Clara), recusando-se a acreditar que ela não é uma princesa de verdade, retorna ao seu reino, alegando que seu pai pode protegê-los. O Capitão Herói (Captain Hero), Xande (Xandir P. Wifflebottom), e Ling-Ling decidem ir com a Princesa Clara, enquanto Onanias (Spanky Ham) e Imeia Delano (Wooldoor Sockbat) decidem ir com Chica para tentar trazer o seu show de volta ao ar. Enquanto os outros estão discutindo, Toot rouba a van e vai embora sozinha.
De volta ao canal, o Produtor Judeu diz ao Cabeça de Rede que ele não pode ter a coragem de apagar os companheiros da casa, se unindo a eles. O Produtor Judeu afirma que ele não vai ajudar o Cabeça de Rede com a sua missão, mas o Cabeça de Rede revela que ele raptou o filho do Produtor Judeu como uma ameaça. O Produtor Judeu relutantemente concorda em ajudá-lo, e a I.S.R.A.E.L. decolam em busca dos companheiros da casa mais uma vez. Clara, Herói, Molly (um herói cadáver que acredita ser sua namorada), Xande, e Ling-Ling chegam ao reino de Clara, esperando encontrar refúgio. No entanto, ninguém parece reconhecer Clara. Ela encontra o rei da terra, que não é seu pai, e ainda mais chocante, ela vê uma mulher que parece ser a princesa "real". Os guardas acabam matando Clara, mas os outros três conseguem escapar.
Enquanto isso, Chica, Onanias, e Imeia visitam o set de The Suck My Taint Show e conhecem a Suck My Taint Girl, que revela ser uma fã do programa dos colegas da casa. Ela diz ao grupo que eles foram cancelados porque o conteúdo vulgar e ofensivo só é aceitável quando o seu show "faz questão", e que, se eles querem fazer Drawn Together voltar ao ar, eles terão de obter uma questão, o que eles podem fazer é uma visita à Terra do Faça-Uma-Questão (Make-A-Point Land). Ela diz à Chica que se ela trouxer o resto da gangue de Drawn Together para conhecê-la, ela irá levá-los para a Make-A-Point Land. Após rastrear os outros, o grupo restante retorna e faz conjunto com a The Suck My Taint Show. A Suck My Taint Girl concorda em levar o resto do grupo para Make-A-Point Land para que eles possam obter uma questão.
O feiticeiro da Make-A-Point Land concorda em dar ao grupo uma questão, e os apresenta uma caixa contendo uma questão. Onanias protesta, alegando que eles não devem abrir a caixa; porque ele é mais feliz sendo nojento sem motivo. Alguns outros concordam com Onanias. Imeia discorda, determinado a voltar ao ar. Ele abre a caixa para descobrir o que tem dentro, e quando a abre vê que contém uma bomba de borracha que apaga sua existência. O assistente explica que ele foi forçado a dar-lhes a caixa com uma bomba de borracha. É então que o Cabeça de Rede, o Produtor Judeu, e I.S.R.A.E.L. se mostram para apagar o elenco remanescente. Chica pergunta como eles sabiam que estavam indo para o palácio, e a Suck My Taint Girl revela que ela chantageou-os e que é a esposa do Cabeça de Rede.
I.S.R.A.E.L. se prepara para matar os colegas da casa, mas o Produtor Judeu consegue convencer I.S.R.A.E.L. que eles têm o direito de existir quanto a ela. Ela, então, espeta o Cabeça de Rede em um pico. O Cabeça de Rede em seguida, abre o casaco para revelar que ele tinha borrachas explosivas suficientes amarradas em sua cintura para destruir todos da Make-A-Point Land. À medida que o Cabeça de Rede cai, o controle remoto explode a Make-A-Point Land, a Suck My Taint Girl tenta agarrá-lo, mas o mergulho do Produtor Judeu em cima dela tenta impedi-la. Os colegas da casa, em seguida, fazem uma fuga. O Produtor Judeu e a Suck My Taint Girl lutam pela posse do detonador, no processo em que deixá-o cair, apagando todos da Make-A-Point Land, incluindo eles próprios. Os colegas da casa fogem pra fora na hora certa.
Os colegas da casa visitam os restos apagados da casa Drawn Together. O filho do Produtor Judeu aparece para informá-los que ele poderia ser capaz de ajudá-los, dando-lhes um filme lançado diretamente em vídeo. Todo mundo ri alegremente até que Onanias acidentalmente pisa em uma bomba de borracha que pegou no chão, apagando-los todos de suas existências.

## Elenco
- Jess Harnell como o Capitão Herói, uma paródia do Super-Homem e outros super-heróis desse mesmo tipo, inclusive seu traço de desenho é inspirado na série animada e na série de curta-metragens, criadas respectivamente por Bruce Timm e Max Fleischer. Tarado, pervertido, com pinta de galã barato, chauvinista e sem-vergonha / Road Runner/ Guarda Rinoceronte 1 (Brian) / O Rei.
- Cree Summer como a Chica Ximbica, sátira da negra pandeirista Valerie Brown do antigo desenho Josie e as Gatinhas com uma forte personalidade e uma língua afiada, do tipo que fala tudo o que lhe vem à cabeça sem se importar com o que vão pensar sobre ela / Suck My Taint Girl, a estrela de The Suck My Taint Show, uma paródia de South Park / A esposa do Cabeça de Rede.
- James Arnold Taylor como o Imeia Delano (Wooldoor Sockbat): uma paródia de desenhos animados voltados para crianças como Bob Esponja, Ren & Stimpy e personagens do Looney Tunes, Imeia se comporta da maneira tipicamente bizarra dos desenhos que compõem seu tipo. / O Produtor Judeu, a pessoa responsável pelo show Drawn Together, que cresceu ligado aos personagens e defendeu-os de I.S.R.A.E.L. / Barney Rubble / Eddie, vizinho do Produtor Judeu / Brainy e Hefty Smurf / o feiticeiro de Make-A-Point / membro da audiência da "Suck My Taint Show".
- Adam Carolla como o Onanias (Spanky Ham), um porco humanoide, vestindo camisa e calças. Onanias é uma representação de personagens de desenhos de internet feitos em Flash..
- Tara Strong como a Princesa Clara (Princess Clara), uma princesa mimada, hiper-religiosa e intolerante que é uma paródia das princesas da Disney como a Ariel do filme A Pequena Sereia (1989) e Bela do filme A Bela e a Fera (1991) / Toot Braunstein, ma versão gorda, feia e sardenta da famosa vedete sexual dos anos 20, Betty Boop / Sasha, a filha do Cabeça de Rede / A princesa de cabelos vermelhos / Betty Rubble.
- Abbey McBride como o Ling-Ling, o animal asiático que é uma sátira ao Pikachu e outros personagens gerais de animes ao estilo Pokémon. Ele fala num tipo de língua oriental (ou "Japoreano", como DiGregorio chama isto) totalmente incompreensível com direito a legendas em inglês.
- Jack Plotnick como o Xande (Xandir P. Wifflebottom), uma versão gay do famoso herói Link da série de jogos A Lenda de Zelda da Nintendo.
- Seth MacFarlane como I.S.R.A.E.L. (Intelligent Smart Robot Animation Eraser Lady), uma robô implantada pelo Cabeça de Rede para apagar permanentemente todo a gangue de Drawn Together. A antagonista secundária do filme.
- Vernon Wells como o Cabeça de Rede, o chefe do canal de televisão e o principal antagonista do filme que cancelou Drawn Together e as tentativas de apagá-los por vários meios.
- Dave Jeser (não creditado) como o Gigante que Caga em sua Própria Boca / Guarda Rinoceronte 2.
- Matt Silverstein (não creditado) como o filho do Produtor Judeu.
- Kaitlyn Robrock (não creditada) como a Smurfette / Velhinha / loira do Bedrock Bar.

## Lançamento
Embora originalmente anunciado para o lançamento em Novembro de 2009, data de lançamento do filme foi adiada para 23 de Março de 2010, em seguida, lançada em 20 de Abril, 2010.
O filme estreou em 2010 pelo festival SXSW Film em Austin, em 18 de Março de 2010.

## Mídia Local
O filme foi lançado dia 20 de abril de 2010 em DVD, e em Blu-ray exclusivamente na Best Buy. O filme foi lançado em DVD na Austrália no final daquele ano em 06 de outubro de 2010.